# 사번뇌
4번뇌(四煩惱) 또는 네 가지 번뇌는 대승불교의 유식학에서 등장하는 용어로, 아뢰야식에서 전변하여 생겨난 염오식(染汚識)으로서의 말나식(末那識), 즉 아직 전의(轉依)을 이루지 못한 상태 즉 아직 정화(淨化)되지 못한 상태의 말나식이 항상 상응하는 아치(我癡) · 아견(我見) · 아만(我慢) · 아애(我愛)의 4가지 근본번뇌를 말한다. 말나식이 아뢰야식을 자아로 착각하고 집착하여 일으키는 마음작용으로, 인간의 의식 저변에 있는 뿌리깊은 자아 관념을 뜻한다.
4근본번뇌(四根本煩惱) · 4종번뇌(四種煩惱) 또는 4혹(四惑)이라고도 한다.
《성유식론》 제4권에 따르면, 염오식(染汚識)으로서의 말나식이 상응(相應)하는 4근본번뇌는 다음과 같이 정의된다. 아치(我痴)가 근본원인이 되어서 아견(我見)→아만(我慢)→아애(我愛)의 순서로 생겨난다.
- 아치(我癡)는 무명(無明)을 말하는 것으로, 말나식으로 하여금 아상(我相) 즉 자아[我, ātman]의 양상에 대해 어리석어 무아(無我)의 이치에 대해 미혹[迷]하게 하는 마음작용이다.[6][7]
- 아견(我見)은 아집(我執)을 말하는 것으로, 말나식으로 하여금 비아법(非我法) 즉 자아가 아닌 법에 대해 망령되이 계탁하게 하여 그것을 자아로 삼게 하는 마음작용이다.[8][9]
- 아만(我慢)은 거오(倨傲: 거만과 오만)를 말하는 것으로, 말나식으로 하여금 소집아(所執我) 즉 망령되이 계탁하여 실재하는 자아로 삼은 환영적인 자아에 대해 '믿고 의지하고 자부[恃]'하여서 고거심(高舉心: 지신을 높이고 남을 업신여기는 마음)을 내게 하는 마음작용이다.[10][11]
- 아애(我愛)는 아탐(我貪)을 말하는 것으로, 말나식으로 하여금 소집아(所執我) 즉 망령되이 계탁하여 실재하는 자아로 삼은 환영적인 자아에 대해 탐착(耽著: 탐은 깊이 빠져서 열중하여 즐기는 것, 착은 들러붙어서 떠나지 못하는 것)하게 하는 마음작용이다.[12][13]

## 4번뇌와 평등성지
평등성지(平等性智)는 유식유가행파의 4지(四智)와 밀교의 5지(五智) 가운데 하나로, 오염된 상태의 말나식을 전(轉: 질적 변형)하여 증득하는 무루혜로, 일체의 사상(事相: 현상계의 법)과 자타(自他)가 평등하여 하나[不二, 一如]라는 것을 깨달아 대자비심(大慈悲心)을 일으키는 지혜이다.
불교에서는 번뇌를 분류하는 여러 분류법이 있는데, 그 중에 하나가 실천적인 입장에서 번뇌를 분류하여 선천적인 번뇌에 해당하는 구생기 번뇌(俱生起煩惱)와 후천적인 번뇌에 해당하는 분별기 번뇌(分別起煩惱)로 구분하는 것이다. 분별기 번뇌는 부파불교의 설일체유부와 수행론에서는 견도에 도달할 때, 대승불교의 유식유가행파와 법상종의 수행론에서는, 설일체유부의 수행론에서의 견도에 해당하는, 통달위에 도달할 때 모두 끊어진다. 반면, 구생기 번뇌는 견도 이후의 수도의 단계 또는 통달위 이후의 수습위에서 그 일부가 끊어지거나 점차로 약화되다가 최종적으로 성불할 때 완전히 끊어진다.
말나식은 항상 아치(我癡) · 아견(我見) · 아만(我慢) · 아애(我愛)의 4번뇌와 상응하는데, 이 4번뇌에는 분별기와 구생기의 2종류가 있다. 유식유가행파의 교학에 따르면 분별기의 4번뇌는 통달위에 도달할 때 모두 끊어지면서 평등성지(平等性智)의 일부가 증득되고 즉 말나식의 일부가 평등성지로 질적 변형된다. 구생기의 4번뇌는 수습위에서 점차로 약화되다가 성불할 때 즉 구경위에서 완전히 끊어지며 이 때 평등성지의 전체가 증득된다. 즉 말나식이 완전한 평등성지로 질적 변형을 하게 된다.

## 같이 보기
- 말나식
- 아뢰야식과 아뢰야식의 3상 · 뢰야3위
- 근본번뇌와 수번뇌
- 무상정과 멸진정
- 관련 마음작용(심소법)
  - 아치(我癡): 무명(無明) 또는 치(癡)
  - 아견(我見): 견(見) 가운데 부정견(不正見) 또는 악견(惡見) 중 유신견(有身見)
  - 아만(我慢): 만(慢)의 7만(七慢) 가운데 아만(我慢)
  - 아애(我愛): 탐(貪) 또는 12연기의 애(愛)
- 아사(我事) 가운데 아상사(我相事)

## 참고 문헌
- 곽철환 (2003). 《시공 불교사전》. 시공사 / 네이버 지식백과. |title=에 외부 링크가 있음 (도움말)
- 김사업 (1989). 《제칠말나식의 성립과 그 체성 연구》. 동국대학원 불교학과 석사학위논문.
- 운허.  동국역경원 편집, 편집. 《불교 사전》. |title=에 외부 링크가 있음 (도움말)
- 미륵 지음, 현장 한역, 강명희 번역 (K.614, T.1579). 《유가사지론》. 한글대장경 검색시스템 - 전자불전연구소 / 동국역경원. K.570(15-465), T.1579(30-279). |title=에 외부 링크가 있음 (도움말)
- 호법 등 지음, 현장 한역, 김묘주 번역 (K.614, T.1585). 《성유식론》. 한글대장경 검색시스템 - 전자불전연구소 / 동국역경원. K.614(17-510), T.1585(31-1). |title=에 외부 링크가 있음 (도움말)
- (중국어) 규기 찬 (T.1830). 《성유식론술기(成唯識論述記)》. 대정신수대장경. T43, No. 1830, CBETA. |title=에 외부 링크가 있음 (도움말)
- (중국어) 미륵 조, 현장 한역 (T.1579). 《유가사지론(瑜伽師地論)》. 대정신수대장경. T30, No. 1579. CBETA. |title=에 외부 링크가 있음 (도움말)
- (중국어) 星雲. 《佛光大辭典(불광대사전)》 3판. |title=에 외부 링크가 있음 (도움말)
- (중국어) 호법 등 지음, 현장 한역 (T.1585). 《성유식론(成唯識論)》. 대정신수대장경. T31, No. 1585, CBETA. |title=에 외부 링크가 있음 (도움말)